# Carlos Alberto de Oliveira Júnior
Carlos Alberto de Oliveira Júnior, más conocido como Carlos Alberto, (Rio de Janeiro, 24 de febrero de 1978) es un exfutbolista brasileño que jugaba en la posición de mediocampista. Fue miembro de la selección de fútbol sub-20 de Brasil que ganó la Copa Mundial de Fútbol Sub-20 de 2003, pero luego se develó que había disputado ese campeonato teniendo cinco años más de edad de la permitida. 

## Trayectoria
Aunque empezó su carrera en Joinville, fue durante su etapa en Figueirense que alcanzó un nivel notable, lo que derivó en que fuese convocado por la selección de fútbol sub-20 de Brasil para disputar Copa Mundial de Fútbol Sub-20 de 2003 en los Emiratos Árabes Unidos, la cual terminaría con su equipo victorioso. Sin embargo en 2006 el diario Folha de São Paulo publicó una investigación en la que demostraba que Carlos Alberto había nacido en 1978 y no en 1983, como él mismo aseguraba: ello implicaba que, para el momento en que se jugó el Mundial juvenil, el mediocampista tenía 25 años de edad. La Confederación Brasileña de Fútbol investigó el caso y suspendió al deportista por dos años, sin embargo en la apelación la pena fue cambiada a una suspensión de seis meses y una multa. Según sus declaraciones, la falsificación de sus documentos estuvo relacionada al progreso en su carrera como futbolista profesional.
Luego del escándalo, Carlos Alberto retomó su carrera, experimentando su periodo más exitoso al jugar el Campeonato Brasileño de Serie A con el Corinthians, el Atlético Mineiro y el Goiás.
Posteriormente volvería a jugar en equipos del ascenso brasileño hasta su retiro definitivo en 2019.

### Clubes
| Club             | País   | Año       |
| ---------------- | ------ | --------- |
| Joinville        | Brasil | 1999-2001 |
| Marcílio Dias    | Brasil | 2001      |
| Guarani          | Brasil | 2002      |
| Joinville        | Brasil | 2002      |
| Caxias           | Brasil | 2003      |
| Figueirense      | Brasil | 2003-2007 |
| Corinthians      | Brasil | 2007-2009 |
| Atlético Mineiro | Brasil | 2009-2010 |
| Goiás            | Brasil | 2010-2012 |
| Joinville        | Brasil | 2012-2013 |
| Anapolina        | Brasil | 2014      |
| Metropolitano    | Brasil | 2014-2015 |
| Brusque          | Brasil | 2015-2019 |
| Camboriú         | Brasil | 2019      |